# Labuerda
Labuerda (A Buerda en aragonés) es un municipio de España en la provincia de Huesca, comunidad autónoma de Aragón. Tiene un área de 18,05 km² con una población de 166 habitantes (INE 2004) y una densidad de 9,20 hab/km².
Rodeado de los montes de Escalona por el norte, de la sierra de San Visorio a poniente, y por el río Cinca haciendo las veces de frontera con el vecino término de El Pueyo de Araguás al este, limita por el sur con el término de Aínsa-Sobrarbe, situándose a escasos 4 km al norte de la cabecera de dicho municipio (la villa medieval de Aínsa) y capital de la comarca. Constituye el segundo término municipal más pequeño de Sobrarbe después de Palo.
El término municipal lo componen los núcleos de
- Labuerda: el más grande y sede del ayuntamiento local, sito en el fondo del valle junto al Cinca
- San Vicente de Labuerda: se asienta junto a la sierra de San Visorio y tiene un importante conjunto eclesiástico que empezó a levantarse en la segunda mitad del siglo XII, parte constitutiva del singular periodo, histórica y arquitectónicamente, del románico altoaragonés.

## Geografía humana

### Demografía
Cuenta con una población de 173 habitantes (INE 2024).
| Gráfica de evolución demográfica de Labuerda entre 1842 y 2021 |
| |
| Población de derecho según los censos de población del INE Población de hecho según los censos de población del INEEn este censo se denominaba Labuerda y San Vicente: 1842 Entre el censo de 1857 y el anterior, crece el término del municipio porque incorpora a 225207 (Puyarruego) |

## Economía
La economía del entorno de Labuerda estaba tradicionalmente ligada a la agricultura en el núcleo principal, con regadíos cerca del río (la llamada ribera de Labuerda) y secanos en los llanos circundantes. Los núcleos altos de San Vicente y Fontanal se basaban más en la ganadería tanto ovina como vacuna. En los últimos años, la disposición de los sectores económicos ha cambiado para fortalecer de manera considerable el sector de los servicios.

## Toponimia
Aparece citado en la documentación histórica a partir de 1063 como La Buerda, Laberga, Libuer, Buarba, y Buerba.

## Historia
No son especialmente abundantes los datos que se tienen del poblamiento de Labuerda antes de que se levantase la torre de su iglesia, aunque se supone que el templo ya se encontraba en el lugar donde hoy se yergue el pueblo, donde se cree que pudo haberse encontrado como templo en mitad de una extensión agrícola. Los campos que rodean Labuerda son los más extensos en Sobrarbe, con la excepción histórica de toda la ribera de Mediano, hoy sepultada bajo las aguas del embalse homónimo (véase la nueva localidad Mediano).
Se cree que el nombre del pueblo viene de una evolución (quizás castellanizante) de la palabra aragonesa Borda, dado que a decir de muchos pobladores de la zona, el caserío de Labuerda antiguamente se encontraba en algún punto de los montes de su entorno, tal vez en Troteras (a medio camino de Aínsa), Coseñor (camino de Escalona) o La Plana, siendo dichas construcciones las únicas que junto con la iglesia debían encontrarse ahí.
En noviembre de 1980 se publicó el número 0 de la revista de periodicidad trimestral El Gurrión. En agosto de 2021 apareció el número 164.

## Administración y política

### Últimos alcaldes de Labuerda
| Período   | Alcalde              | Partido |  |
| --------- | -------------------- | ------- |  |
| 1979-1983 | Francisco Lanau Orús | Ind.    |  |
| 1983-1987 |                      |         |  |
| 1987-1991 |                      |         |  |
| 1991-1995 |                      |         |  |
| 1995-1999 |                      |         |  |
| 1999-2003 |                      |         |  |
| 2003-2007 |                      |         |  |
| 2007-2011 |                      |         |  |
| 2011-2015 | Enrique Campo Sanz   | PSOE    |  |
| 2015-2019 | Enrique Campo Sanz   | PSOE    |  |

| Partido político    | Partido político                                   | 2003   | 2007   | 2011   | 2015   |
| Partido político    | Partido político                                   | Ediles | Ediles | Ediles | Ediles |
|                     | Partido de los Socialistas de Aragón (PSOE-Aragón) | 5      | 5      | 5      | 5      |
|                     | Partido Popular de Aragón (PP)                     | 0      | 0      | 0      | 0      |
| Total de concejales | Total de concejales                                | 5      | 5      | 5      | 5      |

## Monumentos
- Iglesia de San Sebastián
- Iglesia de San Vicente de Labuerda

## Hermanamientos
- Cadeilhan-Trachère, Francia.[11]